# Duma Key
A Duma Key Stephen King amerikai író 2008-ban megjelent pszichológiai horror-regénye, az első olyan műve, amely Florida államban játszódik, ámbár egy fiktív szigeten.

## Cselekmény
|  | Alább a cselekmény részletei következnek! |

A történet középpontjában Edgar Freemantle építési vállalkozó áll, aki súlyos balesetet szenved egy építkezésen. Ennek során elveszíti jobb karját, jobb lába és feje pedig súlyosan megsérül. A fejsérülések következtében hirtelen dühkitörésektől szenved, amelyek hatására felesége, Pamela elhagyja őt.
Edgar már az öngyilkosságon gondolkozik, amikor pszichiátere, dr. Kamen felveti az ötletet: miért nem költözik el valahova máshova úgy egy évre, ahol nyugodtan felgyógyulhat. Edgar így is tesz, és hamarosan a floridai Duma Key szigetén találja magát, ahol szintén dr. Kamen hatására elkezd rajzolni és festeni, bár korábban csak kezdetlegesen foglalkozott a képzőművészettel.
Legnagyobb meglepetésére rejtett tehetséget fedez fel magában, amelyet a sziget néhány lakója és a művészethez értő emberek is igazolnak. Hamarosan arra is rá kell jönnie, hogy olyan dolgokat fest meg, amelyek valóban léteznek, megtörténnek, de amelyekről neki elvileg nem lehetne tudomása. Úgy tűnik, valamilyen különös erő munkálkodik Duma Key-n, amely egy fajta médiumként használja Edgart.
|  | Itt a vége a cselekmény részletezésének! |

## Magyarul
- Duma Key; ford. Bihari György; Európa, Bp., 2008